# Estação Krumme Lanke
Krumme Lanke é uma das estações terminais da linha U3 da U-Bahn de Berlim, na Alemanha.